# Либаня
Либаня (словен. Libanja) — поселення в общині Ормож, Подравський регіон‎, Словенія.